# بيتر لوبيز
بيتر لوبيز (بالإسبانية: Peter López Santos) هو لاعب تايكوندو بيروفي، ولد في 23 سبتمبر 1981 في إرفاين في الولايات المتحدة.

## وصلات خارجية
- بيتر لوبيز على موقع TaekwondoData.com (الإنجليزية)
- بيتر لوبيز على موقع أوليمبيديا (الإنجليزية)